# 蒋士成
蒋士成（1934年9月23日—）， 江苏常州人，中国化纤工程设计与技术管理专家，中国工程院院士，长期从事化工、化纤工程设计及技术开发、技术管理工作。现任仪征化纤股份有限公司教授级高级工程师、顾问，兼任中国化纤协会副理事长。

## 生平
1957年毕业于华东化工学院。1999年当选中国工程院院士。

## 荣誉
- 建设部设计金奖和特奖各1项
- 中国纺织总会科技进步一等奖1项
- 中国石化集团科技进步一等奖1项
- 国家科技进步二等奖1项